# Seznam bolgarskih politikov
Seznam bolgarskih politikov.

## A
Asen Agov - (Aleksandăr I = Alexander Joseph von Battenberg) - Todor Aleksandrov Poporušev - Valentin Aleksandrov - Georgi Ananiev - Nikolina Angelkova - Anju Angelov - Atanas Atanasov - Georgi Atanasov - Kirčo Atanasov - Nedjalko Atanasov - Šterju Atanasov-Viktor - Ruben Avramov (Levi)

## B
Bačo Kiro - Rumjana Bačvarova - Ivan Bagrjanov - Nikola Bakardžiev - Milko Balev - Bojan Bălgaranov - Stela Baltova - Cenko Bareva - Aleksandăr Belev - Georgi Benkovski - Petăr Beron - Ljuben Berov - Dimităr Blagoev - Vela Blagoeva - Veselin Bliznakov - Georgi Bliznaški - Stefan Savov Bobčev - Cvetko (Cvjatko) Boboševski - Bogdan Bogdanov - Georgi Bogoev - Kliment Bojadžiev - Irina Bokova - Vladimir Bonev - Boris III. - Bojko Borisov - Aleksandăr Botev - Hristo Botev - Konstantin Bozveliev - Todor Burmov

## C
Cecka Cačeva - Angel Canev - Stefan Canev - Aleksandăr Cankov - Dragan Cankov - Najčo Canov - Cecka Cačeva-Dangovska - Canko Cerkovski - Tano Colov - Ivan Cončev? - Nikolaj Conev - Cvetan Cvetanov

## Č
Vălko Červenkov - Vasil Čičibaba

## D
Georgi Damjanov - Stefan Danailov - Stojan Danev (1858-1949) - Rajko Dăskalov - Svetla Dăskalova - Nikolaj Denkov - Petăr Dertliev - Diko Dikov - Hadži Dimităr - Aleksandăr Dimitrov - Andon Dimitrov - Angel Dimitrov - Dimităr Dimitrov - Filip Dimitrov - Gavril Genov Dimitrov - Georgi Dimitrov - Georgi Mihov Dimitrov - Martin Dimitrov - Stanke Dimitrov (Stefan Dimitrov Todorov) - Anastasia Georgieva Dimitrova-Moser - Zarica Dinkova - Simeon Djankov - Petăr Djulgerov - Georgi Dobrev? - Ahmed Dogan - Tomislav Dončev - Tatjana Dončeva - Aleksandr Dondukov-Korsakov - Gălăb Donev - Pančo Dorev - Petăr Nikolov Dradanov - Cola Dragojčeva (1900-93) - Marina Dragomiretskaja - Milan Drenčev - Vasil Drumev (Metropolit Kliment) - Angel Džambazki - Petăr Džidrov? - Dobri Džurov

## E
Kazimir Ernrot (Johan Casimir Ehrnrooth) (finsko-ruski)

## F
Jordanka Fandakova - Ferdinand I. (Ferdinand Maximilian Karl Leopold Maria von Sachsen-Coburg und Gotha) - Ivan Fičev - Griša (Georgi) Filipov -  Bogdan D. Filov 

## G
Marija Gabriel (r. Nedelčeva) - Dimitar Ganev - Stojan Ganev - Venelin Ganev - Sava Ganovski - Ivan Garvanov - Georg Georgiev - Kimon Georgiev Stojanov - Nikolaj Georgiev - Kristalina Georgieva - Mihail Gerdžikov - Ognjan Gerdžikov - Ivan Gešev - Ivan Evstratiev Gešov - Dimităr Glavčev - Ljuben Gocev - Solomon Lazarov Goldstein - Vladislav Goranov - Gorica Grančarova-Kožareva - Dimităr Grekov - Mitko Grigorov - Vanja Grigorova - (Dame Gruev) - Petăr Gudev - Spiro Gulabčev - Kiril Gunev - Georgi Gvozdejkov

## H
Dimo Hadži-Dimov/Hadžidimov (Mak.) - Panajot Hitov - Ivan Hristov Bašev - Rumen Hristov - Aleksandra Hristova

## I
Todor Ikonomov - Petko Iliev - Reneta Indžova - Ilijana Iotova - Todor Ivančov - Aleksi Ivanov (Alexe Ion Bǎdǎrǎu) - Blagoja Ivanov-Kosta - Georgi (Čankov) Ivanov - Hristo Ivanov - Nikola Ivanov - Nikolaj (Georgiev) Ivanov

## J
Jane Janev - Stefan Janev - Georgi Jankulov - Konstantin (Josef) Jireček - Aleksandăr Jordanov - Georgi Jordanov - Toško Jordanov Hadžitodorov -Jordan Jotov - Ilijana Jotova - Cvetlin Jovčev - Anton Jugov - Plamen Jurukov

## K
Emil Kabaivanov - Ivajlo Kalfin - Hristo Kalfov - Krasimir Kanev - Radan Kanev - Mustafa Sali Karadaji - Grozdan Karadžov - Ivan Karaivanov (bolg.-jsl.) - Cveta Karajančeva - Aleksandǎr Karakačanov - Dončo Karakačanov - Krasimir Karakačanov - Stefan Karadža - Ljuben Karavelov - Petko Karavelov - Cveta Karjančeva - Menča (Melpomena) Karničeva - Danail Kirilov - Georgi Kirkov - Tina Kirkova - Aleksandăr Kiseljov - Georgi Kjoseivanov - Ilhan Kjučjuk - Kiril Knjaz Preslavski - Metropolit Kliment (Vasil Drumev) - Kiril Klisurski - Vasil Kolarov - Elka Konstantinova - Kostadin Kostadinov - Ivan (Jordanov) Kostov - Trajčo Kostov - Stilijan Kovačev - Diana Kovačeva - Ferdinand Kozovski - Ilija Kožuharov (1893-1994) - Krastju Krastev - Malina Krumova - Penčo Kubadinski - Todor Kulev - Georgi Kulišev - Kostadinka Kuneva - Meglena Kuneva

## L
Ruben Avramov Levi - Vasil Levski - Aleksandar Lilov - Andrej Ljapčev - Nikola Logofetov - Andrej Lukanov - Karlo Lukanov - Todor Lukanov - Božidar Lukarski - Hristo Lukov - Kosta Lulčev

## M
Mihail Madžarov - Aleksandăr Malinov - Maja Manolova - Ivan Marazov - Veselin Mareški - Angel Marin - Ivan Marinov - Stojan Markov - Hristo Matov - Ljutvi Ahmed Mestan - Hristo Mihajlov - Ivan (Vančo) Mihajlov - Ekaterina Mihajlova - Nadežda Mihajlova - Nikola Mihajlov Mihov - Mihail Mihov - Mihail Mikov - Nikolaj Milkov - Ivajlo Mirčev - Iva Miteva - Daniel Mitov - Nikolaj Mladenov - Petăr Mladenov - Atanas Moskov - Stojč(k)o Mošanov - Anastasija Mozer - Konstantin Muraviev - Jordan Mutafčiev - Nikola Mušanov - Sava Mutkurov

## N
Gligorij Načovič - Georgi Nadžakov - Angel Najdenov - Kalin Najdenov - Nikola Najdenov - Radi Najdenov - Marija Nedelčeva - Minčo Nejčev - Nikolaj Nenčev - Nikifor Nikiforov - Danail Nikolaev - Hristo Nikolov - Plamen Nikolov - Marijana Nikolova - Kornelija Ninova - Bojko Noev - Javor Notev

## O
Dimităr Obšti/Nikolić (Nikolov) - Petar Orahovac - Plamen Orešarski - Rumen Ovčarov - Stojan Ovčarov

## P
Georgi Panajotov - Petăr Pančevski - Ivan Panev - Olimpij Panov - Todor Panica - Georgi Pankov - Stefan Paprikov - Petja Părvanova - Solomon Isaac/Isak Passy/Pasi - Aleksandar Paunov - Dimităr Pavlov - Todor Pavlov - Liljana Pavlova - Deljan Peevski - Atanas Pekanov - Pelo Pelovski - Rančo Petrov - Dimităr Petkov - Dobri Petkov - Kiril Petkov - Nikola (Dimitrov) Petkov - Rumen Petkov - Temenužka Petkova - Račo Petrov - Georgi Pinčev - Georgi Pirinski - Rosen Plevneljev - Petrăr Pop-Arsov - Radoj Popivanov - Blagoj Popov (1902-1968) - Dimităr (Iliev) Popov (Pokriva) - Julian Popov - Georgi Părvanov - Petja Părvanova - Aleksandăr Protogerov

## R
Muravej Radev - Rumen Radev - Vasil (Hristov) Radoslavov - Marin Rajkov - Georgi (Sava) Rakovski - Bojko Raškov

## S
Simeon Sakskoburggotski (Simeon Borisov Sakskoburgotski /Simeon II. Bolgarski) - Boris Sarafov - Mihail Savov - Stefan Savov - Blagovest Sendov - Volen Siderov - Simeon Varnensko-Preslavski - Valeri Simeonov - Hristo Slavejkov - Petko Slavejkov - Atanas Slavov - Leonid Soboljev - Stefan Sofijanski - Jordan Sokolov - Angel Solakov - Enčo Stajkov - Dimităr Stančov - Sergej Stanišev - Stefan Stambolov - Aleksandăr Stambolijski - Dimităr Stančov - Svetlan Stoev - Georgi Stoilov - Hadži Dimităr Stoilov - Konstantin Stoilov - Dimităr Stojanov - Kalin Stojanov - Petăr Stojanov - Milena Stojčeva - Grigor Stojčkov - Stojko Stojkov - Georgi Stranski - Nikola Suknarov - Nikolaj Svinarov

## Š
Ivanka Šalapatova - Ivan Šišmanov - Metodi(je) Šatorov (?) - Svetoslav (Stojanov) Šivarov

## T
Todor Tagarev - Mihail Takev - Peko Takov - Petăr Tančev - Georgi Tanev - Kliment Tărnovski (Vasil Drumev) - Hristo Tatarčev - Teodor Teodorov - Vasil Terziev - Nikolaj Todorov - Petăr Todorov - Stanko Todorov - Konstantin Tomov - Dimităr Tončev - Andrej Slavov Tošev - Emel Etem Toškova - Filip Totju - Georgi Trajkov Girovski - Kliment Tărnovski - Dobri Tărpešev - Krăstju Tričkov - Vladimir (Vlado) Tričkov - Slavi Trifonov

## V
Dimităr Vačov - Ivan Vălkov - Viktor Vălkov - Vencislav Vărbanov - Asen Vasilev - Anastas Vatev - (Ralica Vasileva-novinarka CNN) - Georgi Vazov - Damjan Velčev - Milen Velčev - Veličko Veličkov (diplomat) - Borislav Velikov - Georgi Veselinov - Žan Videnov - Panajot Volov -

## Z
Ekaterina Zaharieva (Ekaterina Spasova Gečeva-Zaharieva) - Dragomir Zakov - Petko Zlatev - Penčo Zlatev - Denica Zlateva

## Ž
Nikola Žekov - Želju Želev - Rumjana Želeva - Rosen Željazkov - Georgi Živkov - Todor Živkov - Živko Živkov - Ljudmila T. Živkova